# Уолпол (остров)
Уо́лпол (англ. Walpole Island, фр. île de Walpole) — маленький необитаемый остров в группе Луайоте. Входит в состав Новой Каледонии. Административно является частью провинции Луайоте.

## География
Уолпол расположен примерно в 180 км к востоку от острова Новая Каледония и в 150 км от острова Пен. Длина острова с севера на юг составляет около 3 км, а ширина — 0,4 км. Общая площадь суши — 2 км².
Уолпол имеет вулканическое происхождение, хотя сформирован из кораллового известняка. Во время последнего ледникового периода остров находился под водой. В восточной части Уолпола находится небольшая равнинная местность.
Большая часть поверхности Уолпола представляет собой пустошь, только южная часть покрыта низкорослыми деревьями.

## История
До появления на Уолполе европейцев остров был обитаем. Об этом свидетельствуют археологические находки (скелеты людей, различные каменные орудия) и новокаледонские мифы.
Остров был открыт 17 ноября 1794 году британским капитаном Батлером, назвавшим его в честь своего корабля «Уолпол». В XIX веке к острову часто причаливали китобойные суда. Первым европейцем, высадившимся на Уолполе (это было в 1850 году), был капитан Нерскин (англ. Captain Herskine).
В начале XX века на острове было найдено гуано, разработкой которого занималась компания «Austral Guano Company Limited». В период с 1916 по 1941 год на Уолполе проживало около 300 человек (европейцы, канаки, азиаты).
После прекращения разработок гуано остров стал необитаемым.